# Opernbesetzungen des Hessischen Staatstheaters Wiesbaden ab 2014

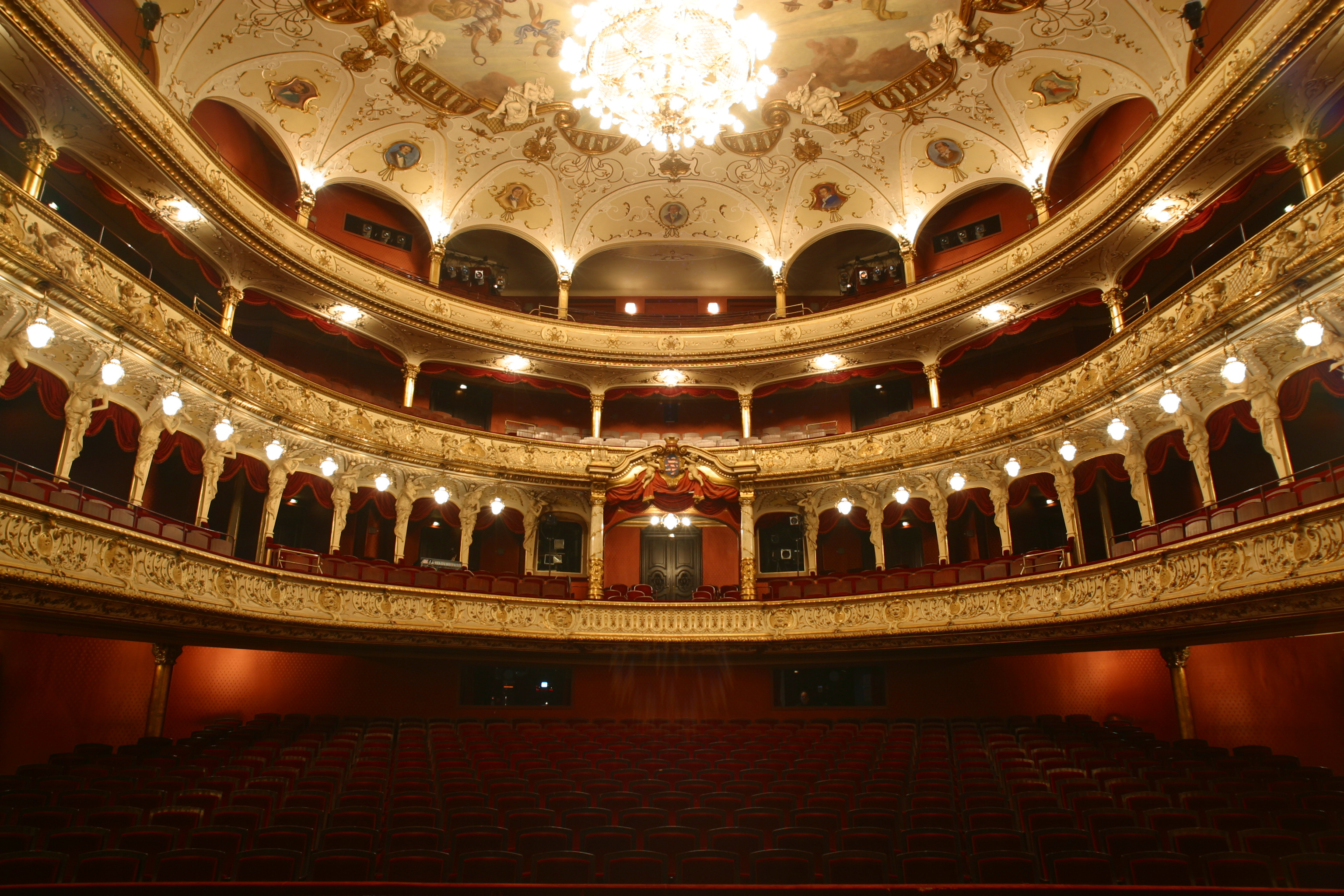
Hessischen Staatstheater, Großes Haus

Die Opernbesetzungen des Hessischen Staatstheaters Wiesbaden ab 2014 listen alle Mitwirkenden der Opernaufführungen am Hessischen Staatstheater in Wiesbaden auf, die während der Intendanz von Uwe Eric Laufenberg stattgefunden haben oder offiziell angekündigt wurden.

## Hintergrund
Bereits vor seinem Antritt als Intendant des Hessischen Staatstheaters Wiesbaden im August 2014 war der neue Intendant mit heftiger Kritik konservativer Publikumsschichten konfrontiert, weil er ankündigte, teilweise dreißig Jahre alte Produktionen – wie Hänsel und Gretel, La traviata und La Bohème – durch neue Inszenierungen ersetzen zu wollen. Der Spielplan Laufenbergs beinhaltet das klassische Repertoire von Oper und Operette, ergänzt um sperrige Werke des 20. Jahrhunderts, wie Zimmermanns Die Soldaten, oder um ambitiöse Projekte für ein Haus dieser Größe, wie den gesamten Wagner’schen Ring des Nibelungen innerhalb einer Spielzeit. Der Wiesbadener Ring war eine Überarbeitung der Laufenberg’schen Inszenierung der Tetralogie am Musiktheater Linz einige Jahre davor. Er gab heftige Zustimmung von Publikum und Presse.
Als Eröffnungspremiere seiner Intendanz wählte Laufenberg Die Frau ohne Schatten von Hugo von Hofmannsthal und Richard Strauss. Seine Inszenierung erlangte Zustimmung bei Publikum und Presse. Die Premiere der – aus Augsburg übernommenen – La Bohème erreichte gemischte Kritiken, insgesamt aber „herzliche bis begeisterte Zustimmung“. Durchwegs mit großem Applaus beantwortet wurden auch die Wiederaufnahme von Wagners Lohengrin, mit Marco Jentzsch und Klaus Florian Vogt alternierend in der Titelpartie, die Neuinszenierung von Händels Alcina, inszeniert von Ingo Kerkhof und dirigiert von Konrad Junghänel, sowie das Musical Evita.

## Spielzeit 2014–15
| Die Frau ohne Schatten, Text von Hugo von Hofmannsthal, Musik von Richard Strauss, 12. September 2014 bis 3. Mai 2015 (acht Vorstellungen) |                                                                                           | | |
| Albert Horne Choreinstudierung Zsolt Hamar                                                                                                 | Uwe Eric Laufenberg Gisbert Jäkel Antje Sternberg Andreas Frank Regine Palmai Dramaturgie | Erika Sunnegårdh, Manuela Uhl Die Kaiserin Nicola Beller Carbone, Evelyn Herlitzius Die Färberin Andrea Baker, Doris Soffel Die Amme Gloria Rehm, Heather Engebretson Stimme des Falken Heather Engebretson, Gloria Rehm Hüter der Schwelle des Tempels Romina Boscolo, Silvia Hauer Eine Stimme von oben | Thomas Piffka, Lance Ryan Der Kaiser Oliver Zwarg Barak Matias Tosi Der Geisterbote Ralf Rachbauer Der Bucklinge Christopher Bolduc Der Einäugige Benjamin Russell Der Einarmige Aaron Cawley Erscheinung des Jünglings |

## Spielzeit 2016–17
| La traviata, Libretto nach Dumas’ Roman Die Kameliendame von Francesco Maria Piave, Musik von Giuseppe Verdi, Wiederaufnahme, 10. September 2016 bis 22. Juni 2017 (neun Vorstellungen) | | | |
| Albert Horne Choreinstudierung Daniela Musca | Nicolas Brieger Raimund Bauer Andrea Schmidt-Futterer Andreas Frank Regine Palmai Dramaturgie                    | Heather Engebretson, Elif Aytekin, Cristina Pasaroiu Violetta Valéry Silvia Hauer Flora Petra Urban Annina | Ioan Hotea Alfredo Germont Anton Keremidtchiev Giorgio Germont Aaron Cawley Gastone Alexander Knight Barone Douphol Stephanos Tsirakoglou Marchese d’Obigny John D Holyoke Dottore Grenvil Sławomir Wielgus, Marek Markisz Bote                        |
| Die Frau ohne Schatten, Wiederaufnahme, 25. September bis 21. Oktober 2016 (sechs Vorstellungen)                                                                                        | | | |
| Albert Horne Choreinstudierung Vassilis Christopoulos, Eckehard Stier | Uwe Eric Laufenberg Gisbert Jäkel Antje Sternberg Andreas Frank Regine Palmai Dramaturgie                        | Vida Miknevičiūtė, Erika Sunnegårdh Die Kaiserin Nicola Beller Carbone Die Färberin Andrea Baker Die Amme Gloria Rehm/Heather Engebretson Stimme des Falken Stella An Hüter der Schwelle des Tempels Lina Ferencz Eine Stimme von oben                                             | Richard Furman Der Kaiser Oliver Zwarg Barak Thomas de Vries Der Geisterbote Benedikt Nawrath Der Bucklinge Alexander Knight Der Einäugige Benjamin Russell Der Einarmige Aaron Cawley Erscheinung des Jünglings                                       |
| Die Zauberflöte, Text von Emanuel Schikaneder, Musik von Wolfgang Amadeus Mozart, 14. Oktober bis 4. Juni 2017 (dreizehn Vorstellungen)                                                 | | | |
| Albert Horne Choreinstudierung Konrad Junghänel | Carsten Kochan Matthias Schaller Susanne Füller Klaus Krauspenhaar Gérard Naziri Video Regine Palmai Dramaturgie | Gloria Rehm Königin der Nacht Katharina Konradi, Stella An Pamina Sharon Kempton Erste Dame Silvia Hauer Zweite Dame Romina Boscolo Dritte Dame Stella An, Sarah Elisabeth Jones Papagena                                                                                          | Young Doo Park, Günther Groissböck Sarastro Ioan Hotea Tamino Benjamin Russell, Alexander Knight, Michael Nagy Papageno Benedikt Nawrath Monostatos Aaron Cawley Priester \| Geharnischter Stephanos Tsirakoglou Sprecher \| Priester \| Geharnischter |
| Das Rheingold, Text und Musik von Richard Wagner, 13. November 2016 bis 23. Mai 2017 (neun Vorstellungen)                                                                               | | | |
| Dagmar Howe Leitung Jugendchor Alexander Joel | Uwe Eric Laufenberg Gisbert Jäkel Antje Sternberg Andreas Frank Falko Sternberg Video Katja Leclerc Dramaturgie  | Margarete Joswig Fricka Betsy Horne Freia Romina Boscolo Erda Katharina Konradi, Gloria Rehm Woglinde Marta Wryk Wellgunde Silvia Hauer Flosshilde | Gerd Grochowski Wotan Benjamin Russell Donner Aaron Cawley Froh Thomas Blondelle Loge Thomas de Vries Alberich Erik Biegel Mime Albert Pesendorfer Fasolt Young Doo Park Fafner                                                                        |
| Die Walküre, Text und Musik von Richard Wagner, 15. Januar 2017 bis 24. Mai 2017 (acht Vorstellungen)                                                                                   | | | |
| Alexander Joel | Uwe Eric Laufenberg Gisbert Jäkel Antje Sternberg Andreas Frank Falko Sternberg Video Regine Palmai Dramaturgie  | Sabina Cvilak Sieglinde Sonja Gornik Brünnhilde Margarete Joswig Fricka Katharina Konradi Helmwige Sharon Kempton Gerhilde Heike Thiedmann Ortlinde Judith Gennrich Waltraute Marta Wryk Siegrune Anna Krawczuk Roßweiße Maria Rebekka Stöhr Grimgerde Romina Boscolo Schwertleite | Richard Furman Siegmund Young Doo Park Hunding Gerd Grochowski Wotan |
| Peter Grimes, Text von Montagu Slater nach dem Gedicht The Borough von George Crabbe, Musik von Benjamin Britten, 4. Februar bis 4. März 2017 (acht Vorstellungen)                      | | | |
| Albert Horne | Philipp M. Krenn Rolf Glittenberg Andreas Frank Katja Leclerc Dramaturgie                                        | Johanni van Oostrum Ellen Orford Andrea Baker Auntie Katharina Konradi Erste Nichte Sarah Elisabeth Jones Zweite Nichte Romina Boscolo Mrs. Sedley | Lance Ryan Peter Grimes Thomas de Vries Balstrode Benedikt Nawrath Boles Benjamin Russell Swallow Aaron Cawley Pastor Adams Alexander Knight Ned Keene Hans-Otto Weiß Hobson                                                                           |
| Siegfried, Text und Musik von Richard Wagner, 2. April bis 16. Mai 2017 (fünf Vorstellungen)                                                                                            | | | |
| Alexander Joel | Uwe Eric Laufenberg Gisbert Jäkel Antje Sternberg Andreas Frank Falko Sternberg Video Katja Leclerc Dramaturgie  | Sonja Gornik Brünnhilde Bernadett Fodor Erda Stella An Stimme des Waldvogels | Andreas Schager Siegfried Gerd Grochowski Der Wanderer Thomas de Vries Alberich Matthäus Schmidlechner Mime Young Doo Park Fafner |
| Götterdämmerung, Text und Musik von Richard Wagner, 23. April bis 5. Juni 2017 (vier Vorstellungen)                                                                                     | | | |
| Albert Horne Choreinstudierung Alexander Joel | Uwe Eric Laufenberg Gisbert Jäkel Antje Sternberg Andreas Frank Falko Sternberg Video Regine Palmai Dramaturgie  | Catherine Foster Brünnhilde Sabina Cvilak Gutrune Bernadett Fodor Waltraute \| Erste Norn Silvia Hauer Zweite Norn \| Flosshilde Sabina Cvilak Dritte Norn Katharina Konradi, Gloria Rehm Woglinde Marta Wryk Wellgunde                                                            | Andreas Schager Siegfried Shavleg Armasi Hagen Matias Tosi Gunther Thomas de Vries Alberich |

## Spielzeit 2017–18
| Tannhäuser, Text und Musik von Richard Wagner, 19. November 2017 (Premiere) | | | |
| Albert Horne Chorleitung Patrick Lange                                      | Uwe Eric Laufenberg Rolf Glittenberg Marianne Glittenberg Andreas Frank Gérard NaziriVideo Regine Palmai Dramaturgie | Sabina Cvilak Elisabeth Jordanka Milkova Venus Stella AnEin junger Hirt Charlotte Dambach, Viviana Defazio Nymphen und Grazien Eunshil Jung, Hyerim Park, Isolde Ehinger, Daniela RückerVier Edelknaben | Young Doo Park Hermann, Landgraf von Thüringen Lance Ryan Tannhäuser Christopher BolducWolfram von Eschenbach Aaron Cawley Walther von der Vogelweide Thomas de Vries Biterolf Joel Scott Heinrich der Schreiber Alexander Knight Reinmar von Zweter Laurin Thomas, Rouven Pabst, Nicholas BruderNymphen und Grazien            |
| Arabella, Text von Hugo von Hofmannsthal, Musik von Richard Strauss         | | | |
| Albert Horne Chorleitung Patrick Lange                                      | Uwe Eric Laufenberg Gisbert Jäkel Antje Sternberg Andreas Frank Katja Leclerc Dramaturgie                            | Romina Boscolo Adelaide Sabina Cvilak, Maria Bengtsson Arabella Katharina Konradi Zdenka Gloria Rehm Fiakermilli Maria Rebekka Stöhr Kartenaufschlägerin                                                | Wolf Matthias Friedrich Graf Waldner Ryan McKinny Mandryka Thomas Blondelle Matteo Aaron Cawley Graf Elemer Benjamin Russell Graf Dominik Alexander Knight Graf Lamoral Martin Plass Welko Thomas Braun Djura Wolfgang Meinert Jankel Jochen Elbert Zimmerkellner Oliver Steinmetz, Leonid Firstov, Aldomir Mollov Drei Spieler |

## Spielzeit 2018–19
| Rigoletto , Text von Francesco Maria Piave (nach Victor Hugo), Musik von Giuseppe Verdi, 19. Januar 2019 (Premiere)         |                                                                                                   |                                                                                               | |
| Albert Horne Chorleitung Will Humburg                                                                                       | Uwe Eric Laufenberg Gisbert Jäkel Andrea Schmidt-Futterer Andreas Frank Katja Leclerc Dramaturgie | Cristina Pasaroiu Gilda Silvia Hauer Maddalena                                                | Ioan Hotea Der Herzog von Mantua Vladislav Sulimsky Rigoletto Young Doo ParkSparafucile Thomas de Vries Graf Monterone Nathaniel Webster Marullo Erik Biegel Borsa Frederic Mörth Graf Ceprano |
| Idomeneo, Text von Giambattista Varesco (nach Danchet), Musik von Wolfgang Amadeus Mozart, 30. April 2019 (Premiere)        |                                                                                                   |                                                                                               | |
| Albert Horne Chorleitung Konrad Junghänel                                                                                   | Uwe Eric Laufenberg Rolf Glittenberg Marianne Glittenberg Andreas Frank Katja Leclerc Dramaturgie | Slávka Zámečníková Ilia Netta Or Elettra                                                      | Mirko Roschkowski Idomeneo Kangmin Justin Kim Idamante Rouwen Huther Oberpriester Young Doo Park Stimme des Orakels                                                                            |
| La clemenza di Tito, Text von Caterino Mazzolà (nach Metastasio), Musik von Wolfgang Amadeus Mozart, 1. Mai 2019 (Premiere) |                                                                                                   |                                                                                               | |
| Albert Horne Chorleitung Konrad Junghänel                                                                                   | Uwe Eric Laufenberg Rolf Glittenberg Marianne Glittenberg Andreas Frank Anika Bárdos Dramaturgie  | Olesya Golovneva Vitellia Silvia Hauer Sesto Lena Hasselmann Annio Shira Patchorniak Servilia | Mirko Roschkowski Tito Young Doo Park Publio |

## Spielzeit 2020–21
| Il barbiere di Siviglia, Text von Cesare Sterbini (nach Beaumarchais), Musik von Gioachino Rossini, 5. September 2020 (Premiere)   |                                                                                                  | | |
| Albert Horne Chorleitung Konrad Junghänel                                                                                          | Tilo Nest Gisbert Jäkel Anne Buffetrille, Mirjam Ruschka Andreas Frank Katja Leclerc Dramaturgie | Silvia Hauer Rosina Michelle Ryan, Stella An Berta | Ioan Hotea, Antonio Garés Graf Almaviva Thomas de Vries, José Fardilha Bartolo Christopher Bolduc, Benjamin Russell, Mario Cassi Figaro Young Doo Park Basilio Julian Habermann, Erik Biegel Fiorillo Aldomir Mollov Ein Offizier                       |
| Le nozze di Figaro, Text von Lorenzo Da Ponte (nach Beaumarchais), Musik von Wolfgang Amadeus Mozart, 6. September 2020 (Premiere) |                                                                                                  | | |
| Albert Horne Chorleitung Konrad Junghänel                                                                                          | Uwe Eric Laufenberg Gisbert Jäkel Jessica Karge Andreas Frank Daniel C. Schindler Dramaturgie    | Slávka Zámečníková, Cristina Pasaroiu Gräfin Almaviva Anna El-Khashem Susanna Heather Engebretson, Silvia Hauer Cherubino Franziska Gottwald Marcellina Stella An, Michelle Ryan Barbarina | Benjamin Russell, Christopher Bolduc, Florian Boesch Graf Almaviva Konstantin Krimmel, Matias Tosi, Erwin Schrott Figaro Erik Biegel, Julian Habermann Basilio Osvaldo Navarro-Turres Don Curzio Wolf Matthias Friedrich Bartolo Wolfgang Vater Antonio |